# Ładunek Plancka
Ładunek Plancka – jednostka ładunku w naturalnym systemie jednostek oznaczana jako {\displaystyle q_{P}.}
{\displaystyle q_{P}={\sqrt {\hbar c4\pi \varepsilon _{0}}}\approx } 1,8755459 × 10−18 C,
gdzie:
{\displaystyle \hbar } – zredukowana stała Plancka,
{\displaystyle \varepsilon } – przenikalność elektryczna próżni,
{\displaystyle c} – prędkość światła w próżni.
Ładunek Plancka oraz ładunek elektronu wiąże ze sobą zależność:
{\displaystyle e=q_{P}{\sqrt {\alpha }}=0{,}085424543q_{P},}
gdzie:
{\displaystyle \alpha } – stała struktury subtelnej,
{\displaystyle e} – ładunek elektronu.
Ładunek Plancka nie został opisany w oryginalnej pracy tego fizyka z 1899 roku. Fizycy wprowadzili go potem do systemu jednostek naturalnych na zasadzie analogii.